# Хантер, Джордж (английский футболист)
Джордж Чарльз Ха́нтер (англ. George Charles Hunter; 16 августа 1886, Пешавар — февраль 1934, Лондон или 1967, Портсмут) — английский футболист, выступавший на позиции хавбека.

## Биография

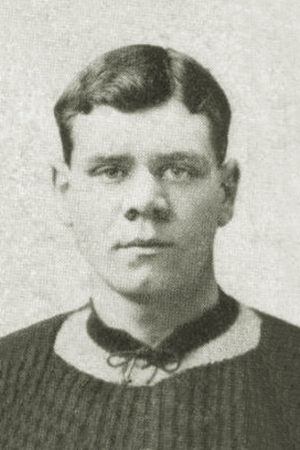

Родился в Пешаваре, Британская Индия. Выступал за местные любительские клубы в Индии. Впоследствии был призван в ряды британской армии. После этого переехал в Великобританию. Играл за клубы «Мейдстон» и «Кройдон Коммон». В феврале 1908 года перешёл в бирмингемскую «Астон Виллу». Выступал за клуб на протяжении четырёх сезонов, сыграв в 98 матчах, включая 6 матчей в Кубке Англии и 1 матч в Суперкубке против «Брайтон энд Хоув Альбион». В январе 1912 года был продан в «Олдем Атлетик» за 1200 фунтов.
Проведя сезон в «Олдеме», в 1913 году перешёл в лондонский «Челси». Провёл за клуб 32 матча и забил 2 гола.
В марте 1914 года перешёл в «Манчестер Юнайтед» за 1300 фунтов. Провёл за клуб 23 матча и забил 2 гола. В 1915 году его контракт с клубом был расторгнут.
Принимал участие в Первой мировой войне. Участвовал в боевых действиях во Франции и на Галлипольском полуострове. В военное время играл в качестве гостя за футбольные клубы «Брентфорд» и «Бирмингем».